# Vellamo

Vellamo sous les traits d'une sirène sur les armoiries de Päijät-Häme.

Vellamo, également connue sous le nom de Wellamo, est la déesse de l'eau, des lacs et des mers dans la mythologie finlandaise, apparaissant dans l'épopée du Kalevala. 

## Étymologie
Le nom de Vellamo vient du mot finnois  « velloa », qui signifie « mouvement de l'eau et des vagues ». 

## Famille
Le mari de Vellamo est le dieu de la mer finnois Ahti.

## Fonction et mythes
Vellamo est très respectée des pêcheurs, qui prient pour elle dans l'espoir de pêches miraculeuses. Vellamo peut également contrôler les vents pour aider les marins, elle contrôle les tempêtes et les vagues. 
Vellamo vit avec son époux Ahti dans le palais sous-marin de Ahtola. Elle est la maîtresse de vaches magiques qui vivent sur des champs sous-marins. Parfois, lors des périodes de brumes matinales, elle mène ses vaches au-dessus de la surface pour manger l'écume des mers, le foin de l'eau.

## Description
Vellamo est décrite grande et belle, et porte une robe bleue faite de mousse de mer. Elle est parfois représentée avec une queue de poisson, comme une sirène, comme sur les armoiries de Päijät-Häme,.

## Évocation moderne
- Au bout du promontoire appelé cap vierge de Hinsala, se trouve, dit-on, le nez rocheux de Vellamo.
- Le Centre Maritime de Vellamo, situé à Kotka, en Finlande, est nommé d'après la déesse[3],[4].
- L'artiste Folk "Archaic Earth" a un morceau titré "Vellamo's Song" sur l'EP Hiraeth[5].
- Vellamo est également utilisé comme prénom féminin en Finlande.